# Żupawa
Żupawa – wieś w Polsce położona w województwie podkarpackim, w powiecie tarnobrzeskim, w gminie Grębów.
W latach 1975–1998 miejscowość administracyjnie należała do województwa tarnobrzeskiego. W latach 1973–1976 w gminie Tarnobrzeg.

## Części wsi
| SIMC    | Nazwa     | Rodzaj    |
| ------- | --------- | --------- |
| 0793012 | Grąd      | część wsi |
| 0793029 | Piasek    | część wsi |
| 0793035 | Podstawie | część wsi |
| 0793041 | Poręba    | część wsi |
| 0793058 | Zagórze   | część wsi |

Ponadto do 2021 przysiółek wsi stanowiły Orliska (obecnie pod nazwą Żupawa-Orliska.

## Historia
Wieś położona na terenie gminy Grębów, jest jedną z najstarszych osad w okolicach Tarnobrzega.
Już w wieku XV król Władysław Jagiełło przydzielił Tarnowskim las należący do wsi Sobów, położony nad rzeką Żupawą, gdzie wydobywano rudę darniową.
Wśród lasów powstała początkowo osada, a później w XVII wieku wieś, którą od nazwy rzeki nazwano Żupawą. Głównym zajęciem mieszkańców w tamtym czasie było rolnictwo, ale też wielu zajmowało się furmaństwem (dowozili różne produkty do Miechocina). W wieku XVIII wieś liczyła 44 rodziny (160 mieszkańców), a pod koniec XVIII wieku – 301 mieszkańców. Nie wszyscy utrzymywali się z ziemi, wielu z nich było komornikami i chałupnikami, pracującymi w folwarku.
Z nich wywodzili się samorodni rzemieślnicy, np. kołodzieje, bednarze, cieśle, szewcy itp. Przez wieś przepływa rzeka Żupawka, która wypływa ze źródeł leśnych na Wielkim Ługu. Po rekultywacji terenu i wydobywaniu na obszarze byłej wsi Jeziórko szeregu jeziorek, Żupawka jest oczyszczona i jej bieg ma być przywrócony. 
Obecnie wieś Żupawa liczy 211 gospodarstw i rozciąga się wzdłuż drogi przebiegającej jej środkiem, z wyjątkiem Orlisk, które są oddalone od reszty wsi.
Przysiółek ten dawniej należał do szlacheckiej części Sobowa i został utworzony z woli Tarnowskich, stąd dawniejsza nazwa Wólka Orliska.
Pozostałe części wsi łączą się ze sobą i noszą nazwy: Poręba, Podstawie, Koniec Stalowski, Grąd, Piasek i Zagórze. Ludność wsi wywodzi się z wolnych osadników.
Nazwiska są w większości kmiece: Myszka, Wolak, Wilk, Kozieł, Żmuda, Maciąg, Kołodziej, Duma, Szewc, Gortych, Baran, Galek. Są też rodziny o nazwiskach szlacheckich, np. Stefański, Bajkowski, Perłowski. Dużą rolę na przestrzeni lat w życiu Żupawy odegrali członkowie rodzin: Myszków, Galków, Wolaków, Szewców, Marszałków, Zelików, Furmanów, Stefańskich, Maciągów i Dzierżyńskich. Należy wymienić tu również długoletnią kierowniczkę szkoły w okresie międzywojennym i w czasie okupacji – panią Jadwigę Szczekotową oraz późniejszego dyrektora pana Stanisława Nieradkę. Do grona zasłużonych należą także sołtysi: Michał Dereń, Janina Galek współpracujący z nią Józef Kołodziejczyk oraz działacz społeczny Bronisław Bajkowski. Pochodzenie nazwy wsi nie zostało do końca wyjaśnione.
Istnieją dwie hipotezy:
1. nazwę swą wieś zawdzięcza prawdopodobnie nadaniu tych włości żupnikowi, a ponieważ godność ta była dziedziczna, nosił ją również Jan Feliks Tarnowski – właściciel Żupawy. On to jako żupanik krakowski czerpał zyski z żup solnych.
2. nazwę wsi wywodzi od noszonych w tych stronach do II wojny światowej zimowego, fałdzistego płaszcza – okrycia kobiet wiejskich, zwanego żupanem.

### Wieś szlachecka
Po rozbiorach i utworzeniu w Galicji Żupawa została jednostkową gminą wiejską. W 1786 r. do gminy Żupawa przyłączono wsie Jeziórko i Furmany. Stan taki trwał do 1867 r., kiedy to nowa ustawa gminna spowodowała ponowne utworzenie gminy w Jeziórku i odłączenie go od Żupawy.